# Li Fanghui
Li Fanghui (* 10. März 2003 in Harbin) ist eine chinesische Freestyle-Skierin. Sie startet in der Disziplin Halfpipe.

## Werdegang
Li startete im Februar 2017 in Mammoth erstmals im Freestyle-Skiing-Weltcup. Dabei wurde sie disqualifiziert. Bei den Juniorenweltmeisterschaften 2018 in Cardrona errang sie den sechsten Platz. In der Saison 2018/19 kam sie auf den fünften Platz im Halfpipe-Weltcup. Dabei erreichte sie im Secret Garden Resort mit dem dritten Platz ihre erste Podestplatzierung im Weltcup. Beim Saisonhöhepunkt, den Weltmeisterschaften 2019 in Park City, belegte sie den fünften Platz. In der folgenden Saison kam sie bei allen fünf Weltcupteilnahmen unter den ersten Zehn, darunter Platz drei im Secret Garden Resort und erreichte damit den 11. Platz im Gesamtweltcup und den vierten Rang im Halfpipe-Weltcup. Im Januar 2020 holte sie bei den Olympischen Jugend-Winterspielen in Lausanne die Silbermedaille und errang bei den Winter-X-Games in Aspen den achten Platz.

## Erfolge

### Weltmeisterschaften
- Park City 2019: 5. Halfpipe

### Weltcupwertungen
| Saison  | Gesamt | Gesamt | Halfpipe | Halfpipe |
| Saison  | Platz  | Punkte | Platz    | Punkte   |
| ------- | ------ | ------ | -------- | -------- |
| 2018/19 | 34.    | 31,2   | 5.       | 156      |
| 2019/20 | 11.    | 48,2   | 4.       | 205      |

### Weitere Erfolge
- Juniorenweltmeisterschaften 2018: 6. Halfpipe
- Olympische Jugend-Winterspiele 2020: 2. Halfpipe
- Winter-X-Games 2020: 8. Halfpipe